# Перішор (Бістріца-Несеуд)
Перішор (рум. Perișor) — село у повіті Бистриця-Несеуд в Румунії. Входить до складу комуни Загра.
Село розташоване на відстані 351 км на північний захід від Бухареста, 28 км на північний захід від Бистриці, 76 км на північний схід від Клуж-Напоки.

## Населення
За даними перепису населення 2002 року у селі проживали 630 осіб, усі — румуни. Усі жителі села рідною мовою назвали румунську.